# Wacław Nestorowicz
Wacław Nestorowicz, ps. Woliński, Kalina (ur. 14 czerwca 1891 w Chorążycach lub Mińsku Litewskim, zm. 9 października 1969 w Białogardzie) – polski wojskowy, podpułkownik.

## Życiorys
Urodził się bądź w majątku Chorążyce, w powiecie Borysów, bądź w Mińsku Litewskim 14 czerwca 1891 roku. Ojciec Stanisław, matka Jadwiga z Owłoczymskich. Szkołę realną ukończył w Smoleńsku, zdając w 1908 roku maturę. Następnie uczył się w Szkole Mierniczej w Pskowie. Przez dwa semestry studiował w Moskiewskim Instytucie Agronomicznym.
Po wybuchu I wojny światowej Nestorowicz został wcielony do Armii Imperium Rosyjskiego. Najpierw w 76. rezerwowym batalionie piechoty w Tule, a potem w Michajłowskiej Szkole Artylerii w Piotrogrodzie. Szkołę ukończył wiosną 1916 roku. Walczył na terenie Wołynia, potem Mołdawii Zachodniej i w Besarabii. Od 1917 roku należał do Związku Wojskowych Polaków. Służbę zakończył w stopniu podporucznika, odznaczony Orderem św. Stanisława III stopnia z mieczami i kokardą.
Od marca 1918 roku był w szeregach 2. dywizjonu artylerii ciężkiej II Korpusu Polskiego pod dowództwem Józefa Hallera. W bitwie pod Kaniowem dostał się do niewoli niemieckiej, z której zbiegł. 1 grudnia 1918 roku zgłosił się do Wojska Polskiego w Warszawie. Ukończył kurs Oficerskiej Szkoły Artylerii w Rembertowie. Jako młodszy oficer wziął udział w wojnie polsko-bolszewickiej. Był w szeregach I dywizjonu 1. pac Legionów. Walczył pod Lidą, Słuckiem i Dyneburgiem. W wyprawie kijowskiej zasłynął pod Browarami w 1920 roku, również w bitwie nad Niemnem. Był dwukrotnie odznaczony Krzyżem Walecznych.
Po wojnie był dowódcą baterii w Modlinie w stopniu porucznika. Urlopowany we wrześniu 1921 roku. Zamieszkał w Łomży, pracując jako mierniczy. Ożenił się w kwietniu 1923 roku. Od kwietnia 1925 roku był zatrudniony w Powiatowym Urzędzie Ziemskim w Łomży. Był aktywny społecznie, należąc do: Związku Oficerów Rezerwy RP, Ligi Obrony Powietrznej i Przeciwgazowej oraz Stowarzyszenia Właścicieli Nieruchomości. Przesłanki wskazują na zaangażowanie Nestorowicza po stronie Stronnictwa Narodowego. Został odznaczony Medalem Dziesięciolecia Odzyskanej Niepodległości oraz Medalem Niepodległości w 1933 roku. Przed 1939 uczestniczył w ćwiczeniach dla rezerwistów w Wilnie, został awansowany do stopnia kapitana.
Po wybuchu wojny dotarł do Wilna. Na teren powiatu łomżyńskiego wrócił na początku września 1941 roku. Zamieszkał w gospodarstwie Konstantego Dąbrowskiego w Kossakach, gdzie znalazł zatrudnienie przy pracy na roli. W latach 1942–1943 był w strukturach Narodowej Organizacji Wojskowej. Miał wysoką pozycję w konspiracji. Od jesieni 1943 roku był strukturach białostockiego okręgu Narodowych Sił Zbrojnych, używając pseudonimów „Woliński” i „Kalina”. Od 14 września 1943 roku objął funkcję zastępcy komendanta okręgu, ale przebywał poza jego terenem operacyjnym. Stanowisko utracił 1 kwietnia 1944 roku. 1 czerwca 1944 roku został awansowany do stopnia majora. 6 czerwca 1944 roku Nestorowicz został mianowany zastępcą komendanta Okręgu NSZ Białystok, liczącego 6256 żołnierzy. W 1945 roku awansowany do stopnia podpułkownika. Pozostawał aktywny w strukturze NSZ. Był za scaleniem NSZ z Armią Krajową. W wyniku sytuacji konfliktowej spowodowanej procesem formowania nowego okręgu NZW Białystok Nestorowicz w lecie 1945 roku zerwał kontakty organizacyjne i opuścił Białostocczyznę.
Po upewnieniu się o śmierci brata Antoniego, który zginął w masowej egzekucji w powstaniu warszawskim, wyjechał do Koszalina. Zamieszkał w Karlinie. Nie skorzystał z amnestii w 1947 roku i nie ujawnił swojej działalności konspiracyjnej. Zatrzymany został w październiku 1950 roku pod zarzutem przynależności do NSZ. Trafił do aresztu w Białymstoku, gdzie był przesłuchiwany. Mimo sporządzonego aktu oskarżenia Wojskowy Sąd Rejonowy w Białymstoku umorzył sprawę w 1951 roku. Nestorowicza zwolniono 14 września 1951 roku. Powrócił do Karlina. Pracował kolejno w: Oddziale Pomiarów Rolnych Wydziału Rolnictwa i Leśnictwa Prezydium WRN w Koszalinie i Zakładzie Energetycznym w Białogardzie. Na emeryturę przeszedł w 1958 roku. Był czynny zawodowo jeszcze do wiosny 1964 roku, pracując jako geodeta.
Zmarł w szpitalu w Białogardzie 9 października 1969 roku. Został pochowany na cmentarzu na ul. Parkowej w Karlinie.

## Upamiętnienie
W Karlinie na domu podpułkownika odsłonięto 3 marca 2023 pamiątkową tablicę. Odnowiono również żołnierski nagrobek.  

## Awanse
- porucznik – ze starszeństwem ustalonym na 1 czerwca 1919 roku[1]
- kapitan – przed IX roku 1939[1]
- major – ze starszeństwem od 1 stycznia 1943 roku[1]
- podpułkownik – stopniem posługiwał się od 4 kwietnia 1945 roku[1]

## Ordery i odznaczenia
- Krzyż Walecznych (1918–1921 – dwukrotnie)[1]
- Medal Dziesięciolecia Odzyskanej Niepodległości[1]
- Medal Niepodległości (marzec 1933)[1]
- Order św. Stanisława III klasy (Rosja, 1918)[1]